# Eburodacrys hesperidis
Eburodacrys hesperidis là một loài bọ cánh cứng trong họ Cerambycidae.